# José Ruiz de Arana y Bauer

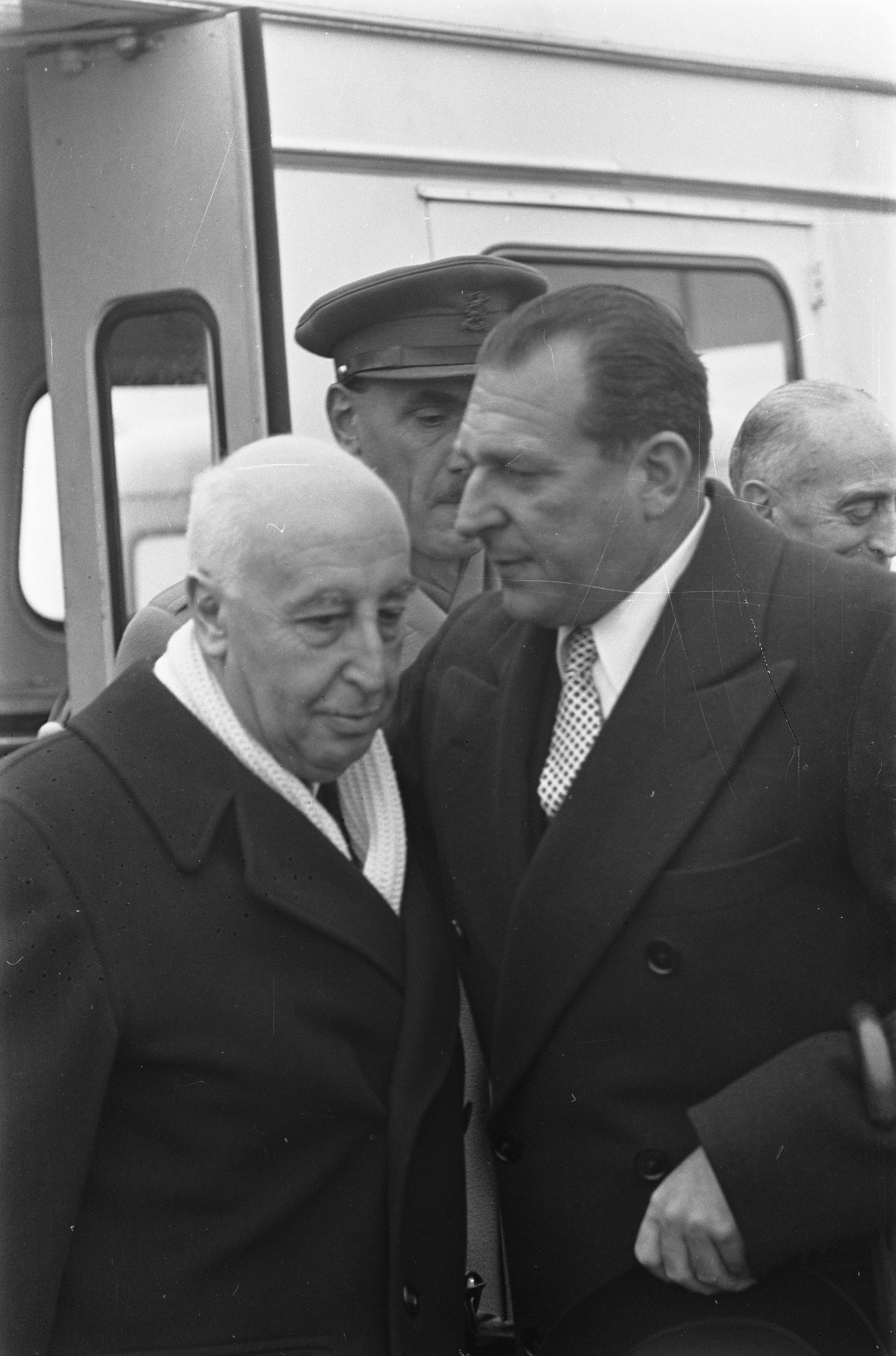
José Ruiz de Arana y Bauer (links) und Juan de Borbón y Battenberg am 2. November 1959.

José Ruiz de Arana y Bauer (* 22. Oktober 1893 in Madrid; † 27. Dezember 1985 in Biarritz) war ein spanischer Diplomat.

## Leben
Seine Eltern waren María de la Concepción Bauer y Morpurgo und Mariano Ruiz de Arana y Osorio de Moscoso,
Seine Titel waren Duque de Baena, Duque de San Lúcar, Conde de Sevilla la Nueva, Vizconde de Mamblás, Grande de Espana.
Er trat am 18. Januar 1917 in den diplomatischen Dienst ein. Von 1917 bis 1919 war er in Lissabon akkreditiert. Von 1919 bis 1921 war in Madrid im Ministerio de Estado (Außenministerium), wo er zum Sekretär dritten Grades befördert wurde.
1921 war er in Den Haag, wo er zum Sekretär zweiten Grades befördert wurde. Zwischen 1921 und 1926 war er an der Botschaft in London tätig, gefolgt von einem Einsatz in Montevideo von 1926 bis 1929. Anschließend war er 1929 an der Botschaft in Tánger tätig, wo er zum Sekretär ersten Grades befördert wurde. Von 1930 bis 1931 war er bei der Protektoratsregierung in Spanisch-Marokko im Dienst, ehe er 1931 bis 1932 an die Botschaft in Paris wechselte. Ab 1932 bis 1936 übernahm er im Ministerio de Estado die Leitung der Sección Central. Vom 5. August 1936 bis 1939 arbeitete er für die Putschisten und setzte sich nach Paris ab. Die republikanische Regierung enthob ihn am 14. August 1936 seiner Ämter.
Von der Regierung Francisco Franco wurde er 1939 als Bevollmächtigter dritten Grades nach Tunis in das französische Protektorat Tunesien zu Résident Général Eirik Labonne gesandt.
Bei der Rückkehr nach Madrid 1940 nahm er den Weg über Washington. Von 1942 bis 1944 war er Ambassador to the Court of St James’s in London wurde er 1943 zum Botschafter zweiten Grades befördert.
Von 1944 bis 1948 war er am ständigen Schiedshof in Den Haag. Ab 1948 bis 1951 war er Ambassador to the Court of St James’s. Von 1951 bis 1954 war er an der Botschaft in Bern, als Beobachter bei der Organizacion Mundial de Sanidad, wo er zum Botschafter ersten Grades befördert wurde. Am 10. Juli 1954 wurde er nach Ankara berufen, wo er bis 1956 Botschafter war. Von 1956 bis 1963 war er am ständigen Schiedshof in Den Haag. Am 22. Oktober 1963 wurde er in den Ruhestand versetzt.